# Конари (Сьредський повіт)
Конари (пол. Konary, нім. Kuhnern) — село в Польщі, у гміні Уданін Сьредського повіту Нижньосілезького воєводства.
Населення — 500 осіб (2011).
У 1975-1998 роках село належало до Легницького воєводства.

## Демографія
Демографічна структура станом на 31 березня 2011 року:
|          | Загалом | Допрацездатний вік | Працездатний вік | Постпрацездатний вік |
| -------- | ------- | ------------------ | ---------------- | -------------------- |
| Чоловіки | 243     | 51                 | 174              | 18                   |
| Жінки    | 257     | 53                 | 155              | 49                   |
| Разом    | 500     | 104                | 329              | 67                   |